# Retsina

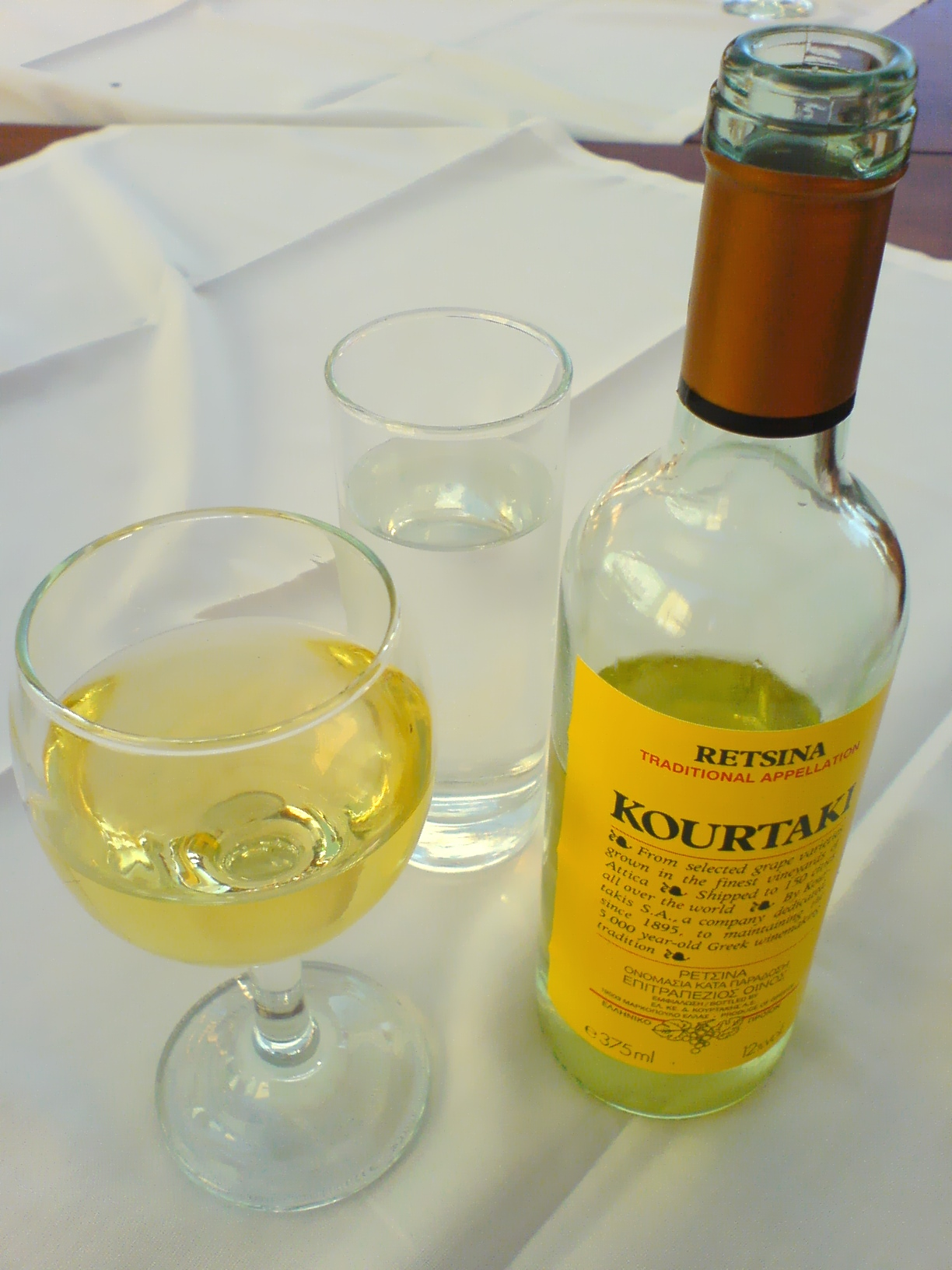
Retsina

Retsina (řecky Ρετσίνα) je typické řecké, nejčastěji bílé víno s přídavkem borovicové pryskyřice, která mu dává velice specifickou chuť. Podle tradice sahá historie způsobu jeho výroby do starověku, přičemž měl být objeven náhodou: pryskyřice používaná k utěsnění vinných nádob pronikla do vína a ovlivnila je.
Toto klasické řecké víno je vyráběno z odrůdy Savatiano a obsahuje pryskyřici z borovice halepské. Vyznačuje se zářivě žlutou barvou, plnou chutí a bohatým lehce dřevitým aroma. Je skvělým doplňkem ke středomořské kuchyni.
Retsina se míchá s kolovými nápoji jako long drink.
V roce 1983 byl jménem Retsina pojmenován asteroid 1979 FK hlavního pásu s katalogovým číslem 2303.